# Ruta Nacional 3 (Argentina)

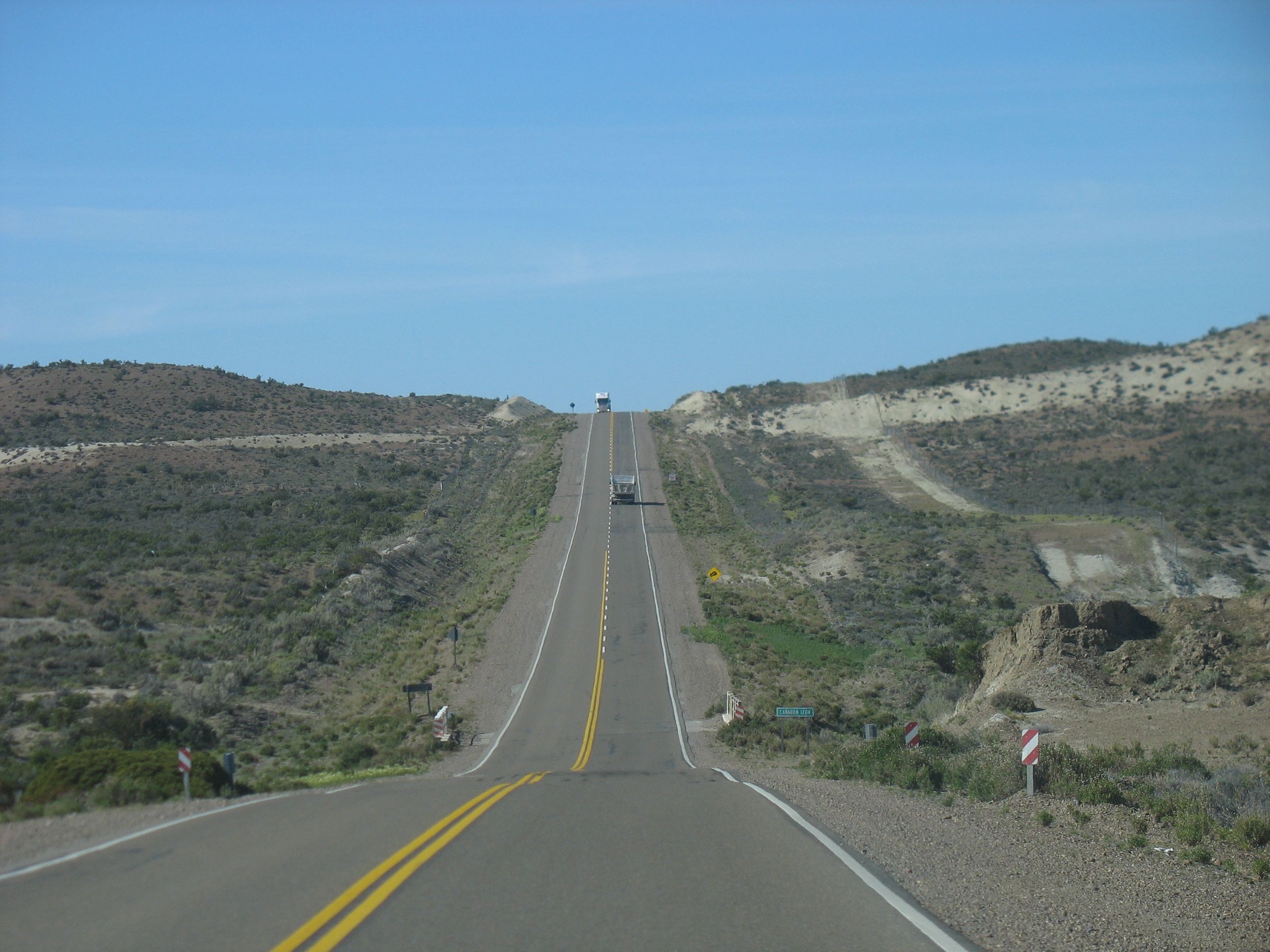
Quốc lộ 3 đoạn qua Cañadon Leon, tỉnh Santa Cruz

Ruta Nacional 3 (Quốc lộ 3) là một tuyến đường quốc lộ của Argentina, chạy từ phía Đông của đất nước ở Buenos Aires, chạy qua các tỉnh Buenos Aires, Río Negro, Chubut, Santa Cruz và Tierra del Fuego. Tính từ điểm đầu tại  Avenida General Paz (A001) cho đến điểm cuối tại cây cầu bắc qua sông Lapataia, toàn tuyến có chiều dài 3.045 km (1.892 mi).
Con đường bị chia cắt từ Km 2674 đến Km 2696 bởi eo biển Magellan, bắt buộc người đi đường phải di chuyển giữa tỉnh Santa Cruz và Tierra del Fuego qua lãnh thổ của Chile, bằng tuyến đường CH-255 và CH-257, cách 57 km (35 mi) về phía Bắc của eo biển và một con đường khác cách 148 km (92 mi) về phía Nam. Việc vượt qua eo biển Magellan mất 20 phút khi sử dụng phà đi qua điểm eo biển có chiều rộng là 4,65 km (2,89 mi).
Sau Nghị định số 1931 vào ngày 3 tháng 8 năm 1983, tuyến đường này được đặt tên là Comandante Luis Piedrabuena về phía Nam của Quốc lộ 22, bắt đầu từ km 719.